# Tàu ngầm tấn công

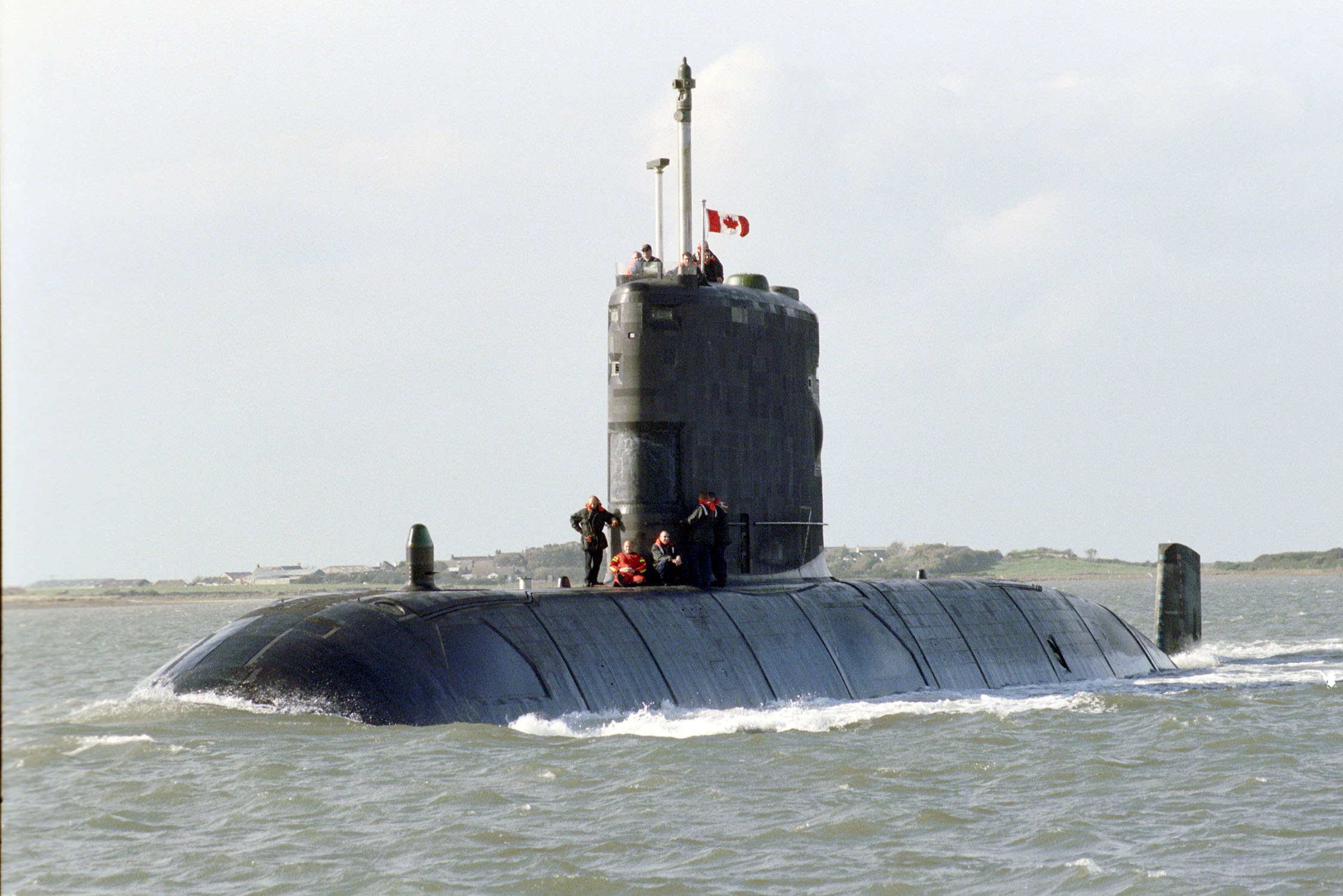
Tầu ngầm tấn công HMCS Windsor của Hải quân Hoàng gia Canada.

Một Tàu ngầm tấn công (attack submarine hoặc hunter-killer submarine) là một loại tàu ngầm được thiết kế để tấn công và đánh đắm các loại tàu ngầm và tàu mặt nước đối phương. Trong biên chế của Hải quân Liên Xô và Hải quân Nga hiện nay, chúng được gọi dưới cái tên là tàu ngầm đa năng. Chúng cũng có vai trò bảo vệ tàu chiến của quân đội các nước Đồng minh và tàu ngầm mang tên lửa đạn đạo. Một số tàu ngầm tấn công được trang bị thêm tên lửa hành trình phóng từ tàu ngầm, giúp tăng khả năng tấn công mục tiêu mặt đất.
Các tàu ngầm tấn công có thể được trang bị động cơ chạy bằng năng lượng hạt nhân hoặc động cơ "truyền thống" điện diesel. Đối với Hải quân Hoa Kỳ, và tương tự như danh pháp đặt tên tàu ngầm của Hải quân NATO (STANAG 1166), thì tàu ngầm tấn công năng lượng hạt nhân còn được gọi là SSN và tàu ngầm tấn công năng lượng điện diesel được đặt tên SSK. Trong Hải quân Hoa Kỳ, SSN một cách bất thành văn, thường được đặt cho các tàu ngầm tấn công nhanh.

## Lịch sử ra đời

### Khởi nguyên
Trong Chiến tranh thế giới thứ hai, tàu ngầm đảm nhiệm vai trò tấn công mặt nước của các Hạm đội tàu ngầm của Hải quân Mỹ và Hải quân của một số nước Châu Âu được gọi là tàu ngầm tuần tra đại dương, tàu "type 1" hay "1st class".

#### Bắt đầu hình thành lớp tàu ngầm tấn công
Sau khi Chiến tranh thế giới 2 kết thúc, các tàu ngầm tiên tiến của Đức lúc đó, nhất là lớp Type XXI đã được các nước Đồng minh thu giữ để nghiên cứu. Việc nghiên cứu được diễn ra tại Mỹ và Liên Xô. Ban đầu tàu ngầm lớp XVII với hệ thống đẩu tuốc bin khí nhiên liệu hydrogen peroxide của kỹ sư tàu ngầm Walter thiết kế, cho phép duy trì tốc độ cao của tàu ngầm khi bơi chìm dưới mặt nước, được đánh giá là hiện đại hơn và được nhìn nhận như là công nghệ tàu ngầm tương lai. Tuy nhiên, tàu ngầm lớp Type XXI, với thiết kế streamline và có pin năng lượng dung tích lớn cho việc lặn sâu tốc độ cao, đã được phát triển đầy đủ và trở thành cơ sở cho phần lớn thiết kế tàu ngầm phi hạt nhân trên thế giới những năm 1950s. Ở Mỹ, chương trình nâng cấp Greater Underwater Propulsion Power Program (GUPPY) được tiến hành để hiện đại hóa các tàu ngầm từ thởi thế chiến Hai cùng với dòng tàu ngầm Type XXI. Đến năm 1955 Hải quân Hoa Kỳ đã sử dụng thuật ngữ 'tấn công nhanh' để ám chỉ các tàu ngầm đã được sửa đổi trong chương trình GUPPY (tàu ngầm thuộc lớp Tang và tàu ngầm USS Darter).

#### Phân chia loại tàu ngầm tìm-diệt tàu ngầm đối phương (SSK)
Người ta nhận ra rằng Liên Xô đã có được tàu ngầm Type XXI và các lớp tàu ngầm U-boat tiên tiến khác của Đức và nhanh chóng đưa chúng vào chế tạo để trang bị số lượng lớn. Năm 1948 Hải quân Mỹ đã chuẩn bị phát triển hạm đội tàu ngầm có khả năng chống lại hạm đội tàu ngầm của Liên Xô có thể lên đến hàng trăm chiếc tàu ngầm tiên tiến dự kiến sẽ triển khai năm 1960. Hai viễn cảnh đã được tính đến: một kịch bản hợp lý giả định rằng Liên Xô sẽ xây dựng được lực lượng gồm khoảng 360 tàu ngầm với lực lượng hiện có và một kịch bản xấu hơn; với dự kiến Liên Xô sẽ có thể chế tạo tàu ngầm nhanh như tốc độ người Đức đã chế tạo tàu ngầm U-boat, với lực lượng 2.000 tàu ngầm. Số lượng tàu ngầm tấn công SSK dự kiến khi đó của Hoa Kỳ cho các kịch bản này là 250 cho kịch bản 1 và 970 chiếc cho kịch bản 2. Ngoài ra cũng cần bổ sung tàu ngầm đánh đất mang tên lửa hành trình, tàu ngầm mang radar. Để so sánh, tổng lực lượng tàu ngầm của Mỹ vào cuối Thế chiến thứ hai, không bao gồm các tàu ngầm huấn luyện lỗi thời, chỉ có hơn 200 chiếc.

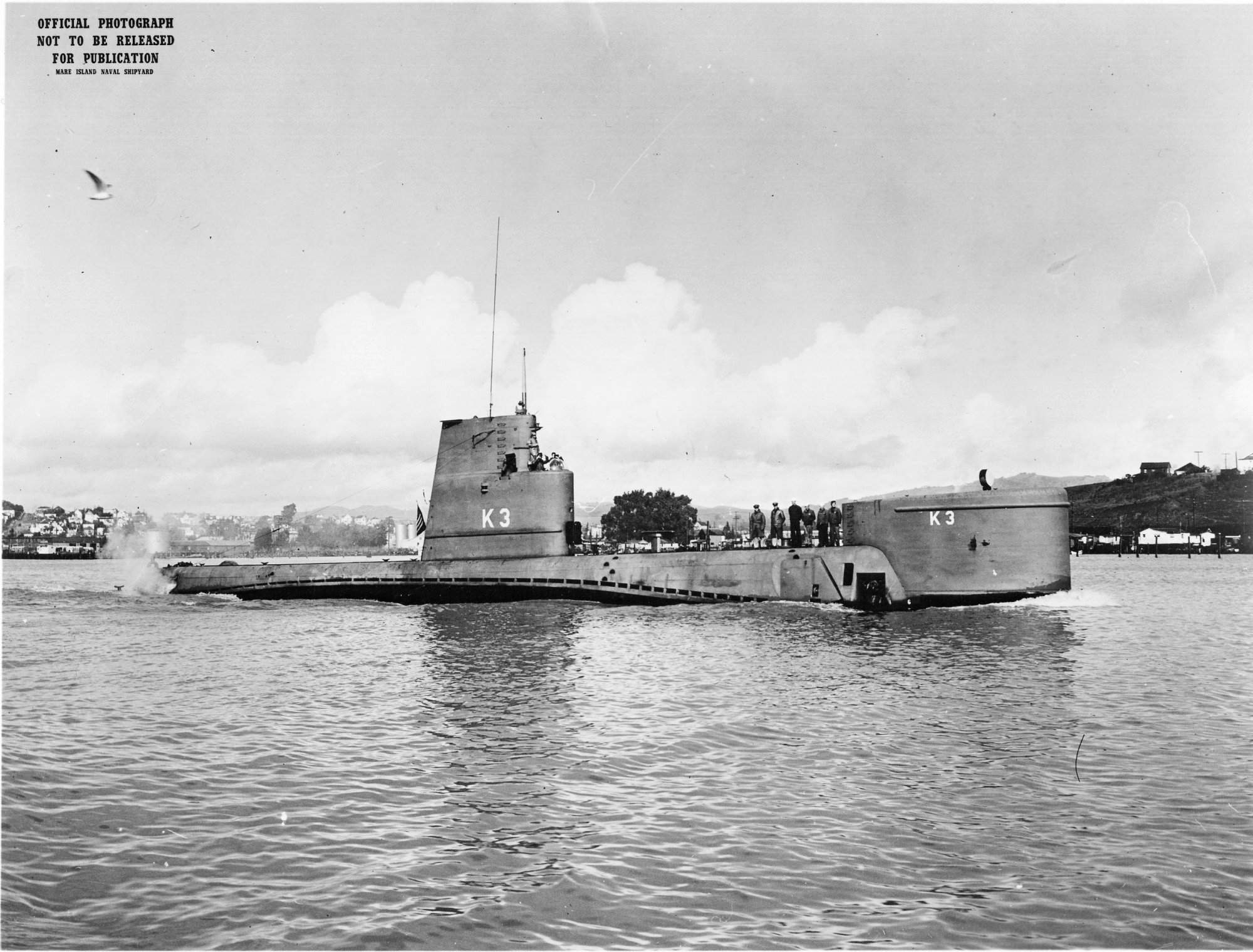
USS K-3 trang bị sonar mũi BQR-4

Một loại tàu ngầm nhỏ phù hợp cho sản xuất hàng loạt được thiết kế để đáp ứng yêu cầu của SSK. Điều này dẫn đến sự ra đời của ba tàu ngầm thuộc lớp K-1 (sau này được đặt tên là Barracuda), được đưa vào sử dụng năm 1951. Tải trọng 750 tấn Anh (760 t), chúng nhỏ hơn đáng kể so với các tàu ngầm được sản xuất trong chiến tranh thế giới Hai với lượng giãn nước 1.650 tấn Anh (1.680 t). Chúng được trang bị sonar thụ động BQR-4 gắn ở mũi tàu, nhưng chỉ có bốn ống phóng ngư lôi. Ban đầu, một sonar dạng đặt xung quanh tháp chỉ huy đã được tính đến, nhưng các thử nghiệm cho thấy sonar gắn ở mũi tàu ít bị ảnh hưởng bởi tiếng ồn của chính tàu ngầm hơn.
Trong khi phát triển các tàu ngầm tấn công, người ta đã cân nhắc đến việc chuyển đổi các tàu ngầm từ thời thế chiến Hai sang làm tàu ngầm tấn công. Lớp tàu ngầm Gato vốn có tính năng kém hơn, cũng như một vài tàu ngầy lặn sâu lớp Tench và Balao được chọn để nâng cấp theo chương trình GUPPY. Bảy tàu ngầm lớp Gato đã được chuyển đổi sang tàu ngầm tấn công nhanh từ năm 1951-1953. Tàu có sonar mũi BQR-4, với bốn trong số sáu ống phóng ngư lôi được loại bỏ để tạo không gian để lắp sonar và các thiết bị điện tử. Bốn hệ thống ống phóng ngư lôi được giữ lại. Hai động cơ diesel đã được loại bỏ, và các máy móc phụ trợ được bố trí lại và được cách ly âm thanh để giảm tiếng ồn của tàu ngầm.
Liên Xô mất nhiều thời gian hơn để bắt đầu chế tạo các tàu ngầm tấn công mới của mình. Đến năm 1952, chỉ có 10 chiếc được đưa vào sử dụng. Tuy nhiên, việc sản xuất đã sớm được đẩy nhanh. Đến cuối năm 1960, tổng cộng 320 tàu ngầm mới của Liên Xô đã được chế tạo (rất gần với ước lượng thấp của Hải quân Hoa Kỳ năm 1948), 215 trong số đó là tàu ngầm lớp Whiskey, một phiên bản thiết kế lấy cảm hứng từ Type XXI. Đặc biệt, tám tàu ngầm trong số đó được trang bị động cơ hạt nhân.

### Thời kỳ hạt nhân
USS Nautilus là tàu ngầm chạy bằng năng lượng hạt nhân đầu tiên trên thế giới đi vào vận hành năm 1955; chỉ ba năm sau đó Liên Xô cũng đưa vào trang bị tàu ngầm hạt nhân đầu tiên của mình là tàu ngầm Project 627 "Kit" (định danh của NATO: November). Sau khi tàu ngầm tấn công năng lượng hạt nhân được đưa vào trang bị, các tàu ngầm SSK chuyển đổi đã trở nên vô dụng khi đối mặt với nó:
Tính đến mùa thu năm 1957, Nautilus đã tham gia 5.000 cuộc tấn công giả định trong các cuộc tập trận của Hải quân Hoa Kỳ. Một ước tính thận trọng cho thấy một tàu ngầm thông thường bị đánh chìm 300 lần trong khi tàu ngầm chạy bằng năng lượng hạt nhân Nautilus được cho là chỉ bị thua trong 3 lần...Nhờ sử dụng radar chủ động, các tàu ngầm chạy bằng năng lượng hạt nhân luôn duy trì khả năng tấm công tàu ngầm diesel trong khi không gặp nguy cơ bị phản đòn... Do đó, tàu ngầm "Nautilus" đã xóa nhòa những thành tựu đạt được về tác chiến chống ngầm trong hàng thập kỷ trước đó.

Tàu ngầm tấn công K-5, lớp November của Hải quân Liên Xô biến các tàu ngầm tấn công điện-diesel của phương Tây trở nên lỗi thời.

Khi quá trình phát triển và triển khai các tàu ngầm hạt nhân được tiến hành, vào năm 1957–59, các tàu ngầm tấn công năng lượng điện-diesel SSK của Hải quân Hoa Kỳ đã phải ngừng hoạt động hoặc được đặt tên lại và được giao lại cho các nhiệm vụ khác. Dường như nhiệm vụ chống ngầm giờ sẽ được chuyển giao lại cho tàu ngầm tấn công hạt nhân.

#### Các công nghệ mới

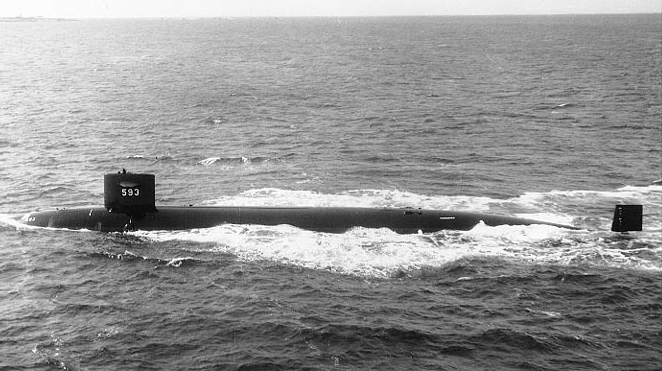
Tàu ngầm tấn công chạy bằng năng lượng hạt nhân, được tối ưu hóa cho tác chiến chống ngầm và chống tàu mặt nước

Các nghiên cứu được tiến hành nhanh chóng nhằm tối đa hóa tiềm năng của tàu ngầm hạt nhân cho nhiệm vụ chống ngầm ASW và các nhiệm vụ khác. Hải quân Hoa Kỳ đã phát triển một dạng thân tàu được thiết kế hợp lý hoàn toàn mới và thử nghiệm các công nghệ khác với tàu ngầm USS Albacore. Hình dạng thân tàu mới lần đầu tiên được đưa vào áp dụng cho ba tàu ngầm thông thường lớp Barbei và sáu tàu ngầm hạt nhân lớp Skipjack, khi cả hai lớp được đưa vào sử dụng bắt đầu từ năm 1959. Tàu ngầm Skipjack được mệnh danh là "tàu ngầm nhanh nhất thế giới" đạt được trong các cuộc thử nghiệm, dù tốc độ thực tế của nó được giữ bí mật.
Các nghiên cứu sonar cho thấy thiết kế sonar dạng cầu được gắn ở mũi tàu ngầm sẽ giúp cải thiện hiệu suất phát hiện theo ba chiều. Điều này được đề xuất bởi Project Nobska. Tàu ngầm SSN-597 Tullibee năm 1960 và tàu ngầm lớp Thresher từ năm 1961 đã là những tàu ngầm đầu tiên được trang bị sonar mũi dạng cầu, các ngư lôi được đặt nghiêng để có chỗ cho sonar dạng cầu.

#### Thất bại trong phát triển tàu ngầm tấn công năng lượng hạt nhân của Mỹ
Tullibee là một loại tàu ngầm tấn công SSK chạy bằng năng lượng hạt nhân; rất thành công về mặt công nghệ, sử dụng hệ thống truyền động turbo điện, nó hoạt động siêu yên tĩnh. Mức giá thành quá lớn khi so với tàu ngầm lớp Thresher đã báo trước việc sẽ không khả thi nếu muốn xây dựng lực lượng tàu ngầm tấn công hạt nhân giá rẻ (một số bộ phận của lò phản ứng không thể tiếp tục thu nhỏ được nữa, bao gồm cả tấm chắn bức xạ). Điều này dẫn đến nó không có tính hiệu quả xét về chi phí, và chỉ có duy nhất một chiếc tàu ngầm được đóng. Tàu ngầm Thresher nhanh hơn và có độ lặn sâu được cải thiện, khả năng mang lượng ngư lôi gấp đôi, bao gồm cả những cải tiến về tiếng ồn, đã được đưa vào hoạt động chỉ chín tháng sau đó.
Sự cố dẫn đến việc Thresher bị chìm tháng Tư năm 1963 đã mở đầu cho chương trình tái thiết kế lại tàu ngầm của Hải quân Mỹ mà sau đó được biết đến là chương trình SUBSAFE. Tuy nhiên, thiết kế của tàu ngầm Thresher vẫn tiếp tục được áp dụng trong tất cả các tàu ngầm tấn công tiếp theo của Hải quân Hoa Kỳ

### Các loại tàu ngầm tấn công nhanh trong biên chế Hải quân các nước
- Algérie vận hành  tàu ngầm lớp Kilo.
- Hải quân Argentina vận hành một tàu ngầm Type 209 với vai trò huấn luyện; một chiếc  tàu ngầm lớp TR-1700 đã ngừng hoạt động.
- Hải quân Úc vận hành sáu  tàu ngầm lớp Collinss.
- Hải quân Bangladesh vận hành hai tàu ngầm Type 035 (lớp Minh)
- Hải quân Brasil vận hành năm tàu ngầm Type 209 và ba  tàu ngầm lớp Riachuelos.
- Hải quân Hoàng gia Canada có bốn  tàu ngầm lớp Victorias.
- Hải quân Chile có hai tàu ngầm Type 209 và hai  tàu ngầm lớp Scorpènes.
- Hải quân Trung Quốc vận hành sáu tàu ngầm Type 093, 3 tàu ngầm type 091 lớp Hán, 17 tàu Type 039A, 13 tàu Type 039, 12 tàu ngầm lớp Kilo, 4 tàu ngầm Type 035.
- Hải quân Trung Hoa Dân Quốc vận hành hai  tàu ngầm lớp Zwaardvis, một  tàu ngầm lớp Tench và một  tàu ngầm lớp Balao.
- Colombia vận hành hai tàu ngầm Type 209 và hai tàu ngầm Type 206.
- Hải quân Ecuador vận hành hai tàu ngầm Type 209.
- Hải quân Ai Cập vận hành bốn tàu ngầm Type 209 và bốn  tàu ngầm lớp Romeos.
- Hải quân Pháp vận hành bốn  tàu ngầm lớp Rubis cùng hai  tàu ngầm lớp Barracudas.
- Hải quân Đức vận hành sáu tàu ngầm Type 212.
- Hải quân Hy Lạp vận hành sáu tàu ngầm Type 209 và bốn tàu ngầm Type 214.
- Hải quân Ấn Độ vận hành bốn tàu ngầm Type 209, năm  tàu ngầm lớp Scorpène, và bảy  tàu ngầm lớp Sindhughoshs.
- Hải quân Indonesia vận hành ba  tàu ngầm lớp Nagapasa và một  tàu ngầm lớp Cakra.
- Hải quân Iran vận hành ba  tàu ngầm lớp Kilo.
- Hải quân Israel vận hành sáu  tàu ngầm lớp Dolphins.
- Hải quân Ý sở hữu bốn tàu ngầm Type 212 và bốn  tàu ngầm lớp Sauros.
- Hải quân Nhật Bản sở hữu 12  tàu ngầm lớp Sōryū, 9  tàu ngầm lớp Oyashio, và 2  tàu ngầm lớp Taigeis.[19]
- Hải quân Nhân dân Triều Tiên vận hành 20  tàu ngầm lớp Romeo.[cần dẫn nguồn]
- Hải quân Đại Hàn Dân Quốc vận hành  tàu ngầm lớp Jang Bogo, chín tàu ngầm Type 214 và 2 tàu ngầm KSS-III.
- Hải quân Malaysia vận hành hai  tàu ngầm lớp Scorpènes.
- Hải quân Myanmar vận hành một  tàu ngầm lớp Kilo, do Ấn Độ tặng,[20] và một tàu ngầm lớp Minh Type 035 mua từ Trung Quốc.
- Hải quân Hoàng gia Hà Lan vận hành bốn  tàu ngầm lớp Walruss.
- Hải quân Hoàng gia Na Uy vận hành sáu  tàu ngầm lớp Ulas.
- Hải quân Pakistan vận hành năm  tàu ngầm lớp Agostas.
- Hải quân Peru vận hành sáu tàu ngầm Type 209.
- Hải quân Ba Lan vận hành một  tàu ngầm lớp Kilo.
- Hải quân Bồ Đào Nha vận hành hai tàu ngầm Type 214.
- Hải quân Romania có một  tàu ngầm lớp Kilo, tuy nhiên nó không hoạt động.
- Hải quân Nga vận hành 10  tàu ngầm lớp Akula, 2  tàu ngầm lớp Victor III, hai  tàu ngầm lớp Sierra và 21  tàu ngầm lớp Kilo trong đó có chín chiếc thuộc phiên bản cải tiến.
- Hải quân Singapore vận hành hai  tàu ngầm lớp Sjöormen và hai  tàu ngầm lớp Västergötland tất cả đều được mua từ Thụy Điển.
- Nam Phi có ba tàu ngầm Type 209.
- Hải quân Tây Ban Nha sở hưu hai  tàu ngầm lớp Agostas.
- Hải quân Thụy Điển sở hữu ba  tàu ngầm lớp Gotland và một  tàu ngầm lớp Södermanland.
- Hải quân Thổ Nhĩ Kỳ sở hữu 12 tàu Type 209.
- Hải quân Hoàng gia Anh sở hữu 5  tàu ngầm lớp Astute và một  tàu ngầm lớp Trafalgar.
- Hải quân Hoa Kỳ vận hành 26  tàu ngầm lớp Los Angeles ba  tàu ngầm lớp Seawolf và 21  tàu ngầm lớp Virginias.
- Hải quân Venezuela triển khai hai tàu ngầm Type 209.
- Hải quân Nhân dân Việt Nam vận hành sáu  tàu ngầm lớp Kilos.

### Citations
1. ↑  Gorshkov (1979), tr. 55.
2. ↑  "Attack Submarine Info". US Navy. Truy cập ngày 17 tháng 8 năm 2012.
3. ↑  Friedman (1995), tr. 99–104.
4. ↑  le Masson, p. 143
5. 1 2 3 4  Friedman (1994), tr. 75–85.
6. ↑  GUPPY and other diesel boat conversions page
7. ↑  Friedman (1994), tr. 64.
8. ↑  List of USN SSKs
9. ↑  "Russian ships website in English, conventional submarines page". Bản gốc lưu trữ ngày 22 tháng 10 năm 2014. Truy cập ngày 12 tháng 12 năm 2014.
10. ↑  "Russian ships website in English, nuclear submarines page". Bản gốc lưu trữ ngày 2 tháng 1 năm 2015. Truy cập ngày 12 tháng 12 năm 2014.
11. ↑  Gardiner & Chumbley (1995), tr. 396–401.
12. ↑  Friedman (1994), tr. 109.
13. ↑  Friedman (1994), tr. 31–35, 242.
14. 1 2  Gardiner & Chumbley (1995), tr. 605–606.
15. ↑  Friedman (1994), tr. 109–113.
16. ↑  US Navy Submarine Warfare Division, Technical Innovations of the Submarine Force, retrieved 14 December 2014 Lưu trữ ngày 16 tháng 12 năm 2014 tại Wayback Machine
17. ↑  Friedman (1994), tr. 134–138.
18. ↑  Friedman (1994), tr. 235, 243.
19. ↑  "Japan Commissions 'Hakugei' 「はくげい」2nd Taigei Class Submarine". Naval News. ngày 20 tháng 3 năm 2023. Truy cập ngày 20 tháng 3 năm 2023.
20. ↑  "With an eye on China, India gifts submarine to Myanmar". Nikkei Asia (bằng tiếng Anh). Truy cập ngày 27 tháng 7 năm 2023.

### Sources
- Friedman, Norman (1995). U.S. Submarines Through 1945: An Illustrated Design History. Annapolis, Maryland: United States Naval Institute. ISBN 1-55750-263-3.
- Friedman, Norman (1994). U.S. Submarines Since 1945: An Illustrated Design History. Annapolis, Maryland: United States Naval Institute. ISBN 1-55750-260-9.
- Gorshkov, Sergei Georgievich (1979). The Sea Power of the State (ấn bản thứ 2). Naval Institute Press. ISBN 0-87021-961-8.
- Gardiner, Robert; Chumbley, Stephen (1995). Conway's All the World's Fighting Ships 1947–1995. Conway Maritime Press. ISBN 1-55750-132-7.
- Jones, G. P. (1986). Submarines versus U-Boats. London: William Kimber. ISBN 978-0-7183-0626-7.
- le Masson, Henri (1969). Navies of the Second World War. Quyển The French Navy 1. Garden City, New York: Doubleday & Company.
- Preisler, J.; Sewell, K. (2013) [2012]. Code-Name Caesar: The Secret Hunt for U-boat 864 during World War II . New York: Berkley Books. ISBN 978-0-285-64203-4.
- Rossiter, Mike (2009). Sink the Belgrano. London: Random House. ISBN 978-1-4070-3411-9. OCLC 1004977305.
- Bản mẫu:DANFS

## Link ngoài
- Tư liệu liên quan tới Attack submarines tại Wikimedia Commons